# Альфред Дрейфус
Альфред Дрейфус (фр. Alfred Dreyfus; 9 жовтня 1859, Мюлуз — 12 липня 1935, Париж) — капітан Генерального штабу Французької республіки, єврей за походженням.
Народився 9 жовтня 1859 року в місті Мюлуз французької провінції Ельзас у заможній єврейській сім'ї. Здобув освіту в Парижі: навчався спочатку у Військовій школі, потім у Політехнічній школі (X1878). Служив у армії, в артилерійських військах, дослужився до звання капітана. В 1893 році був переведений до Генерального штабу.
1894 року військовий суд в Парижі визнав його винним у видачі воєнних секретів Німецькій імперії і засудив на довічне ув'язнення. Незважаючи на сумнівні докази, Дрейфус відбув на каторгу на острові Диявола у Французькій Гвіані.
Лише через два роки було знайдено справжніх винуватців втрати секретних даних, і виявилось, що слідство та суд базувались на сфабрикованих слідчими органами документах.
1899 року Дрейфус був помилуваний, а 1906 року — повністю реабілітований.
Ця так звана Справа Дрейфуса спричинила затяжну політичну кризу у Французькій республіці, мала великий міжнародний резонанс та справила неабиякий вплив на історію Європи кінця XIX століття.